# Jurij Izmiestjew
Jurij Władimirowicz Izmiestjew, ros. Юрий Владимирович Изместьев (ur. prawdopodobnie 1904, zm. 21 lutego 2005 w Nyack w USA) – emigracyjny działacz polityczny, pisarz, rezydent Narodowego Związku Nowego Pokolenia w okupowanej Odessie podczas II wojny światowej.
Brał udział w wojnie domowej w Rosji w szeregach wojsk Białych. Został schwytany przez bolszewików; kilka razy uniknął rozstrzelania. Udało mu się zbiec do swoich. W poł. listopada 1920 r. wraz z resztą wojskowych został ewakuowany z Krymu do Gallipoli. Na emigracji zamieszkał w Królestwie SHS. Ukończył rosyjski korpus kadetów w Zagrzebiu, a następnie studia ekonomiczne na miejscowym uniwersytecie. Pracował w oddziale jugosłowiańskiego banku narodowego w Czarnogórze. Jednocześnie w lutym 1936 r. wstąpił do Narodowego Związku Nowego Pokolenia (NTSNP). Po ataku wojsk niemieckich na ZSRR 22 czerwca 1941 r., przybył do Belgradu, gdzie został zwerbowany przez przedstawicieli Organizacji Todta. Miał trafić do okupowanego Kijowa, ale ostatecznie dojechał jedynie do Berlina. Dostał propozycję od Banku Drezdeńskiego, aby został ich przedstawicielem w okupowanej Odessie, ale z powodu faktu, że był Białym Rosjaninem, władze niemieckie zabroniły mu tego. To samo dotyczyło pracy na okupowanych terenach ZSRR dla niemieckiej firmy handlowej. W rezultacie J. W. Izmiestjew został sprzątaczem, a następnie pracował w drukarni. Dopiero w 1943 r. udało mu się nielegalnie przedostać do Odessy jako rezydent NTS. W 1944 r. poprzez Rumunię ewakuował się do Austrii, gdzie wstąpił do utworzonej przez NTS firmy budowlanej „Erbauer”. Po zakończeniu wojny przebywał w obozie dla uchodźców cywilnych w Mönchehof w rejonie Kassel, w którym odtwarzał działalność NTS i współorganizował wydawnictwo „Posiew”. Pomagał uchodźcom z ZSRR uniknąć deportacji do ojczyzny. W 1949 r. wyemigrował do Maroka, a w 1965 r. do USA. Nauczał języka rosyjskiego w jednym z uniwersytetów, a następnie w gimnazjum i szkole cerkiewnej w Nyack w stanie Nowy Jork. Jednocześnie działał w Organizacji Rosyjskich Młodych Wywiadowców. W 1990 r. opublikował książkę pt. „Rossija w XX wiekie. Istoriczeskij oczerk 1894-1964” (Россия в XX веке. Исторический очерк 1894-1964).